# 正名町
正名町（しょうなちょう）は、愛知県岡崎市の町名。18の小字が設置されている。

## 地理
岡崎市南西部に位置し、西は二軒屋町・中島町、南は西尾市上羽角町、北東は定国町、北西は下三ツ木町・福桶町に接する。

### 河川
- 広田川

### 小字
- 上ノ畑（うえのはた）
- 枝森（えだもり）
- 観音（かんのん）
- 北イユ（きたいゆ）
- 郷外（ごうがい）
- 西明寺（さいみょうじ）
- 三丁（さんちょう）
- 社口（しゃぐち）
- 新崎（しんざき）
- 砂田（すなた）
- 中之切（なかのきれ）
- 弐軒屋浦（にけんやうら）
- 西大坪（にしおおつぼ）
- 西之切（にしのきれ）
- 東之切（ひがしのきれ）
- 吹野（ふきの）
- 前川田（まえかわだ）
- 八畝畑（やせばた）

## 世帯数と人口
2024年（令和6年）1月1日現在の世帯数と人口は以下の通りである。
| 町丁   | 世帯数  | 人口  |
| ------ | ------- | ----- |
| 正名町 | 288世帯 | 699人 |

## 学区
市立小・中学校に通う場合、学区は以下の通りとなる。
| 番・番地等 | 小学校                   | 中学校               | 高等学校普通科 |
| ---------- | ------------------------ | -------------------- | -------------- |
| 全域       | 岡崎市立六ツ美南部小学校 | 岡崎市立六ツ美中学校 | 三河学区       |

## 歴史
碧海郡正名村を前身とする。江戸期に一部が二軒屋村として分立している。

### 町名の由来
かつて占部氏が居住していた地域であり、その「庄内」が転じたものとされる。

### 沿革
- 1878年（明治11年）12月28日 - 二軒屋村と合併[7]。
- 1889年（明治22年）10月1日 - 町村制施行・合併に伴い、碧海郡占部村大字正名となる[7]。
- 1906年（明治39年）5月1日 - 合併に伴い、六ツ美村大字正名となる[8]。
- 1958年（昭和33年）10月15日 - 町制施行に伴い、六ツ美町大字正名となる[8]。
- 1962年（昭和37年）10月15日 - 岡崎市へ編入し、同市正名町となる[8]。
- 1982年（昭和57年）1月21日 - 一部が二軒屋町・中島東町となる[8][9]。

## 施設
- 占部川神社
- 永應寺

## 交通
- 愛知県道43号岡崎碧南線

## その他

### 日本郵便
- 郵便番号 : 444-0221[2]（集配局：岡崎郵便局[10]）。